# Weinfelden
Weinfelden é uma comuna da Suíça, no Cantão Turgóvia, com cerca de 9.977 habitantes. Estende-se por uma área de 15,48 km², de densidade populacional de 614 hab/km². Confina com as seguintes comunas: Amlikon-Bissegg, Berg, Bürglen, Bussnang, Kemmental, Märstetten.
A língua oficial nesta comuna é o Alemão.